# José Ufarte
José Armando Ufarte Ventoso (Pontevedra, España, 17 de mayo de 1941) es exfutbolista y entrenador español, aunque también tiene nacionalidad brasileña.
Ocupando la posición de delantero, su primer equipo fue el Flamengo brasileño y alcanzó sus mayores éxitos en el Atlético de Madrid.
Como entrenador formó parte del equipo técnico de la Selección española dirigida por Luis Aragonés que se proclamó campeón de la Eurocopa 2008.

## Trayectoria

### Jugador
José Armando Ufarte era hijo de un mecánico almeriense que primero se estableció en Pontevedra, donde nació José Armando y que en 1954 emigró a Brasil y con él su hijo.
Ufarte, en Brasil, tras jugar en las categorías inferiores del Flamengo, en 1958 llegó al primer equipo del conjunto de Río de Janeiro. La temporada 1961/62 firmó por el Corinthians, retornando después al Flamengo, con el que ganó sus dos primeros títulos: el Torneo Río-São Paulo de 1961 y el Campeonato Carioca de 1963.
En 1963, estuvo cerca de fichar por el Real Madrid pero el equipo blanco descartó la operación porque una norma federativa aprobada tras el fracaso de la selección española en el mundial de Chile de 1962, prohibía la contratación de extranjeros y él era considerado foráneo porque su primera ficha era brasileña. Sin embargo, un año más tarde, en 1964, después de realizar una gran actuación en un torneo veraniego en Valencia fue fichado por el Atlético de Madrid que logró salvar las trabas administrativas con un certificado de un equipo pontevedrés donde Ufarte había jugado como infantil. El 13 de septiembre de 1964 debutó en la Primera División de España en el encuentro que su nuevo equipo disputó en Madrid ante el Real Betis.
Ufarte permaneció durante diez temporadas en el conjunto rojiblanco, disputando 246 partidos de Liga en los que marcó 25 goles. Con el Atlético ganó tres títulos de Liga y dos de Copa.
Tras finalizar su etapa "colchonera", en 1974 fichó por el Racing de Santander. Con el conjunto cántabro consiguió el ascenso a Primera División en su primera temporada. Tras disputar en Primera con el Racing la 1975/76, Ufarte pondría punto final a su trayectoria como jugador. Con el Racing disputó un total de 55 partidos (27 en Primera) y anotó diez goles.

#### Selección nacional
En mayo de 1965, finalizando su primera temporada en el Atlético de Madrid, debutó con la Selección Española, convocado por José Villalonga para el encuentro disputado contra Irlanda en la fase de clasificación para el Mundial de Inglaterra 1966.
En los siguientes siete años, disputó un total de 15 partidos con la selección española marcando dos goles. Con España participó en la fase final de un Mundial (Inglaterra '66) y en la clasificación de tres diferentes (Inglaterra '66, México '70 y Alemania '74), así como en la fase de clasificación para la Eurocopa de Italia 1968.
La relación de encuentros internacionales de Ufarte con España es la siguiente:
| Fecha      | Competición                           | Estadio                 | Ciudad                     | Partido    | Partido | Partido          |
| ---------- | ------------------------------------- | ----------------------- | -------------------------- | ---------- | ------- | ---------------- |
| 05/05/1965 | Clasificación Mundial Inglaterra 1966 | Dalymount Park          | Dublín (Irlanda)           | Irlanda    | 1:0     | España           |
| 08/05/1965 | Amistoso                              | Hampden Park            | Glasgow (Escocia)          | Escocia    | 0:0     | España           |
| 27/10/1965 | Clasificación Mundial Inglaterra 1966 | Sánchez Pizjuán         | Sevilla                    | España     | 4:1     | Irlanda          |
| 10/11/1965 | Clasificación Mundial Inglaterra 1966 | Parque de los Príncipes | París (Francia)            | Irlanda    | 0:1     | España           |
| 08/12/1965 | Amistoso                              | Santiago Bernabéu       | Madrid                     | España     | 0:2     | Inglaterra       |
| 23/06/1966 | Amistoso                              | Riazor                  | La Coruña                  | España     | 1:1     | Uruguay          |
| 13/07/1966 | Mundial Inglaterra 1966               | Villa Park              | Birmingham (Inglaterra)    | Argentina  | 2:1     | España           |
| 31/05/1967 | Clasificación Eurocopa Italia 1968    | San Mamés               | Bilbao                     | España     | 2:0     | Turquía          |
| 17/10/1968 | Amistoso                              | Gerland                 | Lyon (Francia)             | Francia    | 1:3     | España           |
| 27/10/1968 | Clasificación Mundial México 1970     | Estrella Roja           | Belgrado (Yugoslavia)      | Yugoslavia | 0:0     | España           |
| 26/03/1969 | Amistoso                              | Mestalla                | Valencia                   | España     | 1:0     | Suiza            |
| 11/02/1970 | Amistoso                              | Sánchez Pizjuán         | Sevilla                    | España     | 2:0     | Alemania Federal |
| 12/04/1972 | Amistoso                              | Kaftantzoglio           | Salónica (Grecia)          | Grecia     | 0:0     | España           |
| 23/05/1972 | Amistoso                              | Vicente Calderón        | Madrid                     | España     | 2:0     | Uruguay          |
| 19/10/1972 | Clasificación Mundial Alemania 1974   | Insular                 | Las Palmas de Gran Canaria | España     | 2:2     | Yugoslavia       |

### Entrenador
Finalizada su etapa como jugador, Ufarte se incorporó como técnico a las categorías inferiores del Atlético de Madrid, llegando en 1985 a hacerse cargo del filial, el Atlético Madrileño.
En marzo de 1988, tras ser cesado como técnico del primer equipo César Luis Menotti, se hizo cargo del banquillo del Atlético durante tres partidos, hasta su relevo por otro técnico de la casa, Antonio Briones.
Al igual que había sucedido en sus años de jugador, tras dejar el Atlético ficha por el Racing de Santander, al que dirigió en las dos temporadas siguientes.
El último club al que entrenó en esta primera etapa fue el Club Polideportivo Mérida, a cuyo frente se situó en la temporada 1990/91.
En 1997 se incorporó como técnico a la Real Federación Española de Fútbol. En ella dirigió a las Selecciones Sub-16, Sub-19 y Sub-21, con las que llega a ganar seis títulos europeos.
Como ayudante de Luis Aragonés en su etapa como seleccionador nacional (2004-2008), fue partícipe del comienzo de los éxitos de la Selección Española, al proclamarse campeona de la Eurocopa 2008.

## Clubes

### Como jugador
| Club                | País   | Años      |
| ------------------- | ------ | --------- |
| Flamengo            | Brasil | 1958-1961 |
| Corinthians         | Brasil | 1961-1962 |
| Flamengo            | Brasil | 1962-1964 |
| Atlético Madrid     | España | 1964-1974 |
| Racing de Santander | España | 1974-1976 |

### Como entrenador
| Club                                                 | País                                                 | Años      |
| ---------------------------------------------------- | ---------------------------------------------------- | --------- |
| Atlético Madrileño                                   | España                                               | 1985-1986 |
| Atlético de Madrid                                   | España                                               | 1987-1988 |
| Racing de Santander                                  | España                                               | 1988-1990 |
| Club Polideportivo Mérida                            | España                                               | 1992-1993 |
| Selecciones Españolas Sub-16, Sub-19, Sub-20, Sub-21 | Selecciones Españolas Sub-16, Sub-19, Sub-20, Sub-21 | 1997-2004 |
| Selección Española (Segundo Entrenador)              | Selección Española (Segundo Entrenador)              | 2004-2008 |

## Palmarés

### Como jugador
- 1 Campeonato Carioca: 1961 (Flamengo)
- 1 Torneo Río-São Paulo: 1961 (Flamengo)
- 3 Ligas españolas: 1965/66, 1969/70 y 1972/73 (Atlético de Madrid)
- 2 Copas del Generalísimo: 1965 y 1972 (Atlético de Madrid)

### Como entrenador
- Seis veces Campeón de la Eurocopa en categorías inferiores